# Уккола, Пертти
Пертти Олави «Пертса» Уккола (фин. Pertti Olavi "Pertsa" Ukkola; род. 10 августа 1950, Соданкюля, Лапландия, Финляндия) — финский борец греко-римского стиля, чемпион Олимпийских игр, чемпион мира и Европы, восьмикратный чемпион Финляндии.

## Биография
Борьбой занимался с семилетнего возраста.
В 1968 году дебютировал на чемпионате Северных стран (Nordic Championship), где занял второе место, на следующий год стал чемпионом и в дальнейшем завоевал ещё три этих титула подряд, с 1971 по 1973 года и ещё один в 1976 году. В 1970 году выступил на чемпионате Европы, но неудачно.
В 1973 году выступил на чемпионате Европы и остался только шестым. В 1974 году дебютировал на чемпионате мира, но ничего не выиграл. В 1975 году завоевал бронзовую медаль чемпионата мира. Участник VII Спартакиады народов СССР в 1979 году.
На Летних Олимпийских играх 1972 года в Мюнхен боролся в категории до 52 килограммов (наилегчайший вес). Выбывание из турнира проходило по мере накопления штрафных баллов. За чистую победу штрафные баллы не начислялись, за победу за явным преимуществом начислялось 0,5 штрафных балла, за победу по очкам 1 штрафной балл, за ничью 2 или 2,5 штрафных балла, за поражение по очкам 3 балла, поражение за явным преимуществом 3,5 балла, чистое поражение — 4 балла. Если борец набирал 6 или более штрафных баллов, он выбывал из турнира. Титул оспаривали 21 человек. Пертти Юккола, проиграв первую схватку, с соревнований снялся ввиду травмы.
| Круг | Соперник   | Страна | Результат | Основание                   | Время схватки |
| ---- | ---------- | ------ | --------- | --------------------------- | ------------- |
| 1    | Ян Михалик | Польша | Поражение | По очкам (3 штрафных балла) |               |

На Летних Олимпийских играх 1976 года в Монреале боролся в категории до 57 килограммов (легчайший вес). Регламент в основном остался прежним, титул оспаривали 17 человек. Несмотря на поражение в третьем круге, финальную встречу финский борец, исходя из количества штрафных баллов, мог сводить вничью, но он в ней победил и стал чемпионом олимпийских игр.
| Круг  | Соперник         | Страна                                       | Результат | Основание                                     | Время схватки |
| ----- | ---------------- | -------------------------------------------- | --------- | --------------------------------------------- | ------------- |
| 1     | Ханс-Юрген Вейль | Федеративная Республика Германии (1949—1990) | Победа    | Дисквалификация соперника (0 штрафных баллов) | 5:31          |
| 2     | Фархат Мустафин  | Союз Советских Социалистических Республик    | Победа    | 6-5 (1 штрафной балл)                         |               |
| 3     | Юзеф Липень      | Польша                                       | Поражение | 4-9 (3 штрафных балла)                        |               |
| 4     | Йозеф Доншеч     | Венгрия                                      | Победа    | 14-3 (0,5 штрафных балла)                     |               |
| 5     | Михай Бочиля     | Румыния                                      | Победа    | Дисквалификация соперника (0 штрафных баллов) | 5:19          |
| 6     | -                | -                                            | -         | -                                             |               |
| Финал | Ивица Фргич      | Югославия                                    | Победа    | 5-4 (1 штрафной балл)                         |               |

1976 и 1977 года стали самыми удачными в карьере спортсмена: в 1976 году он победил на чемпионате Северных стран и стал олимпийским чемпионом, в 1977 году стал чемпионом мира и Европы. В 1977 году назван спортсменом года Финляндии. В 1978 году на чемпионате мира остался без медалей.
На Летних Олимпийских играх 1980 года в Москве боролся в категории до 62 килограммов (легчайший вес). Регламент в основном остался прежним, титул оспаривали 13 человек. Проиграв две схватки из трёх, Пертти Юккола выбыл из турнира.
| Круг | Соперник      | Страна   | Результат | Основание                                     | Время схватки |
| ---- | ------------- | -------- | --------- | --------------------------------------------- | ------------- |
| 1    | Георги Донев  | Болгария | Поражение | Туше (4 штрафных балла)                       | 7:23          |
| 2    | Леонель Перес | Куба     | Победа    | Дисквалификация соперника (0 штрафных баллов) | 8:43          |
| 3    | Михай Бочиля  | Румыния  | Поражение | 4-6 (3 штрафных балла)                        |               |

В 1981 году добавил к своим наградам бронзовую медаль чемпионата мира.
После активной борцовской карьеры перешёл на тренерскую работу, в 1990—1991 годах был главным тренером сборной Финляндии.
В 2015 году удостоен персональной (неполной) пенсии (662 евро в месяц) от Министерства образования и культуры Финляндии.